# 夢幻島
夢幻島，又译永无岛、虚无岛，出自蘇格蘭小說家及劇作家詹姆士·馬修·巴里筆下的《彼得潘》，是一個處於遙遠地方的虛構地點，主角彼得潘（Peter Pan）、仙子小叮噹（Tinker Bell）、和失落男孩（Lost Boys）居住於其上。島上還住有海盜、印地安人和仙子。
虽然并非所有来到梦幻岛的人都会停止衰老，但该岛最著名的居民彼得·潘因拒绝长大而广为人知。因此，“梦幻岛”一词常被用作永恒童年（以及稚气）、永生和逃避现实的隐喻。
这一概念最初以 “the Never Never Land”（永无乡）的形式，出现在巴里于 1904 年首演的伦敦西区戏剧《彼得・潘：不会长大的男孩》中。在该剧的早期草稿里，这座岛屿被称为 “Peter's Never Never Never Land”（彼得的永永永无乡），这个名字可能受到了 “Never Never” 一词的影响 —— 这是当时对澳大利亚内陆地区的称呼。在 1928 年出版的剧本版本中，这个名字被简化为 “the Never Land”。尽管 F. D. 贝德福德的一幅插画说明文字中也将其称为 “The Never Never Land”，但巴里 1911 年的小说《彼得与温蒂》中仅称其为 “the Neverland”（永无乡），以及它的多种变体 “the Neverlands”。
每當有孩子在保母沒注意時從嬰兒車掉落，一星期後就會被送往夢幻島，他們即是「失落男孩」。並沒有「失落女孩」，因為女孩比較聰明，通常只有男孩才會走失:265。